# Leopoldo Sansone
Leopoldo Sansone (Nápoles, 12 de marzo de 1987) es un deportista italiano que compitió en remo. Ganó una medalla de plata en el Campeonato Europeo de Remo de 2012, en la prueba de ocho con timonel.

## Palmarés internacional
| Campeonato Europeo | Campeonato Europeo | Campeonato Europeo | Campeonato Europeo |
| Año                | Lugar              | Medalla            | Prueba             |
| ------------------ | ------------------ | ------------------ | ------------------ |
| 2012               | Varese (Italia)    | Medalla de plata   | Ocho con timonel   |